# Минчо Пашов
Минчо Пашов (7 листопада 1961 — 15 листопада 2019) — болгарський важкоатлет.
Бронзовий призер Олімпійських Ігор 1980 року в категорії до 67,5 кг.
Срібний призер Чемпіонату світу 1981 (67,5 кг), 1982 (75 кг), 1985 (75 кг) років, бронзовий призер 1980 року в категорії 67,5 кг.
Срібний призер Чемпіонату Європи 1981 (67,5 кг), 1982 (75 кг) років.